# S'Horta
S'Horta és un vilatge que pertany al municipi de Felanitx, a Mallorca, situat al vessant sud-oest del puig de na Pau i al límit del municipi, aferrat al de Santanyí i conurbat amb Calonge.

## Toponímia
El nom de s'Horta és relativament recent, puix que durant molts d'anys, abans de comptar amb un nucli urbà, la zona es conegué amb el nom genèric de Marina (com la Marina de Llucmajor). Més tard, a punt d'entrar dins el segle xx, l'ajuntament de Felanitx li dona el nom oficial de Sant Isidre (en castellà, San Isidro), de l'església de la zona, dedicada al sant espanyol Sant Isidre Llaurador. Aquesta denominació no gaudí del favor del poble, que li donava el nom de s'Horta atesa la natura del paisatge. El terme de compromís Sant Isidre de l'Horta tampoc no arrelà, de manera que fou abandonat i romangué solament el topònim actual. Els habitants de s'Horta s'anomenen sortarrins o hortarrins (semblantment als concarrins).

## Història
La primera vegada que el nom de s'Horta apareix escrit és devers el 1329, quan els pobladors es refereixen a les seves possessions a les terres conegudes avui com les de Marina. Els donaven el nom de l'Horta Nova, l'Horta Vella, l'Horta d'Avall i l'Horta d'Amunt. Al segle xiv s'Horta era una gran propietat formada per totes les terres conegudes amb aquest nom més les possessions de Can Alou i part del Fangar, i ja entorn del segle xvi tenia 2.420 quarterades registrades.
Les terres de s'Horta sobretot s'aprofitaven per fer-hi agricultura de regadiu (d'aquí el nom del poble). Per aprofitar bé l'aigua, a la zona eren força abundants les sínies, un paisatge probablement heretat del passat islàmic de l'illa, les quals abastaven d'aigua la vinya i els arbres fruiters. A les zones de secà també hi produïen cereals.
La primera referència a la població de s'Horta és del rector de Felanitx entorn del 1775, que esmenta 53 cases i una població de 193 majors, 38 adolescents i 58 menors. Per defensar-se de la pirateria, a la foravila es bastiren edificis fortificats, per proximitat de la mar.
El nucli urbà sorgeix d'una parcel·lació al segle xix de les possessions de la zona. L'església data de la segona meitat del XIX, si bé varen estar mig segle per construir-la.

## Demografia
| Any                | 2010 | 2011 | 2012 | 2013 | 2014 | 2015 | 2016 | 2017 | 2018 |
| ------------------ | ---- | ---- | ---- | ---- | ---- | ---- | ---- | ---- | ---- |
| nombre d'habitants | 1269 | 1249 | 1271 | 1092 | 1074 | 1064 | 1054 | 1054 | 1026 |